# Suore di San Giovanni Battista

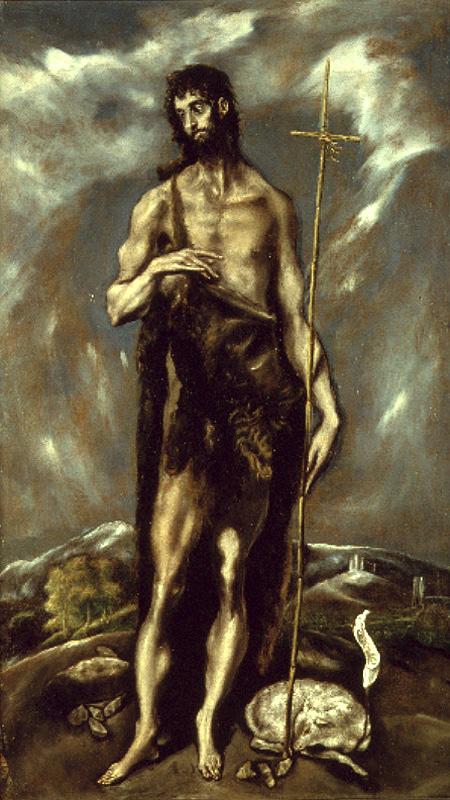
San Giovanni Battista, titolare della congregazione

Le Suore di San Giovanni Battista sono un istituto religioso femminile di diritto pontificio: i membri di questa congregazione, dette popolarmente Battistine, pospongono al loro nome le sigla C.S.S.G.B.

## Storia
L'istituto venne fondato il 26 settembre del 1878 ad Angri, nella diocesi di Nocera dal sacerdote italiano Alfonso Maria Fusco (1839–1910) e dalla nobildonna Maddalena Caputo. Il 2 agosto del 1888 venne approvato dal vescovo di Nocera Luigi del Forno.
La congregazione ottenne il pontificio decreto di lode il 24 giugno del 1917: venne approvata dalla Santa Sede il 1º marzo 1927 e le sue costituzioni il 7 maggio 1935.
Nel 2016 papa Francesco ne ha canonizzato il fondatore.

## Attività e diffusione
Le Battistine si dedicano ad opere educative, all'assistenza agli anziani ed ai malati ed alla pastorale parrocchiale (catechesi, animazione liturgica); sono attive anche nei paesi in via di sviluppo.
Sono presenti in Argentina, Brasile, Canada, Cile, Corea del Sud, Filippine, India, Italia, Madagascar, Malawi, Messico, Moldavia, Polonia, Stati Uniti d'America, Sudafrica e Zambia; la sede generalizia è a Roma.
Al 31 dicembre 2005, la congregazione contava 894 religiose in 128 case.